# 亞姆內 (利維夫區)
50°2′35″N 24°25′31″E / 50.04306°N 24.42528°E
亞姆內（羅馬化：Yamne）是烏克蘭西部的村莊，隸屬利維夫州的利維夫區。該村始建於1527年，面積0.89平方公里，海拔高度216米，2001年人口124，人口密度每平方公里139.64人。